# Beautiful Garbage
Beautiful Garbage, também escrito como beautifulgarbage, é o terceiro álbum de estúdio da banda estadunidense Garbage, lançado a 27 de setembro de 2001.
| Críticas profissionais                                                      | Críticas profissionais |
| Avaliações da crítica                                                       | Avaliações da crítica  |
| Fonte                                                                       | Avaliação              |
| --------------------------------------------------------------------------- | ---------------------- |
| allmusic                                                                    | [ 1 ]                  |
| Dotmusic                                                                    | [ 2 ]                  |
| NME                                                                         | [ 3 ]                  |
| Esta tabela precisa de ser acompanhada por texto em prosa. Consulte o guia. |                        |

## Faixas
1. "Shut Your Mouth" – 3:26
2. "Androgyny" – 3:10
3. "Can't Cry These Tears" – 4:16
4. "Til the Day I Die" – 3:28
5. "Cup of Coffee" – 4:31
6. "Silence Is Golden" – 3:50
7. "Cherry Lips" – 3:12
8. "Breaking Up the Girl" – 3:33
9. "Drive You Home" – 3:58
10. "Parade" – 4:07
11. "Nobody Loves You" – 5:08
12. "Untouchable" – 4:03
13. "So Like a Rose" – 6:19
14. beautifulgarbage mixer (Bônus CD-ROM Enhanced CD)

Edição Japonesa
1. "Begging Bone" - 4:50
2. "The World Is Not Enough" (Don Black / David Arnold) - 3:56